# Batterie du Bon Renaud
La batterie du Bon Renaud est une ancienne batterie de l'île de Porquerolles, sur le territoire de la commune d'Hyères, en France. 

## Historique
Construite dans la première moitié du XIXe siècle, elle est la propriété de l'État français. Elle est inscrite monument historique depuis le 20 janvier 1989.